# 도우미
도우미는 남의 밑에서 일하는 직업을 말한다.

## 유래
도우미라는 한국어 낱말은 대한민국이 1993년 대전 엑스포를 개최하는 과정에서 국민에 대한 일반 공모를 통해 탄생한 명칭이다. 역대 세계 박람회에서는 전문 안내원을 나타내는 낱말로서 '컴패니언'이라는 낱말을 사용해오고 있었으나, 이는 외래어로 국민 정서에 낯설고 의미 파악이 분명치 않다는 점에서 조직위원회는 일반 공모를 통해 적절한 명칭을 선정할 것을 결정하였다. 이 일반 공모는 1992년 2월 17일부터 3월까지에 걸쳐 이루어져 총 2,976명이 응모하였으며 3차례에 걸친 심사 끝에 '도우미'가 선정되었다.

## 낱말의 의미
도우미는 도와주고 해결해주는 우아하고 아름다운 여성이라는 의미를 담고 있다. 원래는 엑스포의 전문 안내원을 나타내기 위한 낱말로 사용될 계획이었으나, 공모 사업에 적극적인 홍보 및 광고 활동을 병행한 결과 도우미의 명칭이 단지 전문 안내원 뿐 아니라 각 전시관의 컴패니언도 도우미로 불리게 되었다.

## 대전 엑스포에서의 도우미
대전 엑스포에서의 도우미 선발은 1993년 2월부터 방송문화원 주관으로 약 2개월에 걸쳐 실시되어 일반도우미 756명, 통역도우미 50명을 선발하였다. 도우미의 운영과 관리는 대한항공이 설치한 도우미 관리운영센터가 담당하였고, 1일 2교대 8시간 근무에 4일 근무 1일 휴식을 원칙으로 근무하였다. 도우미의 결단식과 도우미의 날, 해단식 등의 행사는 방송 프로그램으로 연계되기도 하였다.
도우미는 1993년 7월 28일 결단식을 가진 후 개최 기간 중 회장 전역에 걸친 서비스 시설에 배치되었으며, 1993년 11월 8일 해단식을 가짐으로서 활동을 마감하였다.

## 같이 보기
- 쇼걸
- 오랄걸
- 코스프레
- 인플루언서 마케팅
- 메이드 카페
- 라운드 걸